# Småjordkrypare
Småjordkrypare (Schendylidae) är en familj av mångfotingar. Småjordkrypare ingår i ordningen jordkrypare, klassen enkelfotingar, fylumet leddjur och riket djur. Enligt Catalogue of Life omfattar familjen Schendylidae 218 arter.

## Dottertaxa till småjordkrypare, i alfabetisk ordning:[2][1]
- Algunguis
- Apunguis
- Australoschendyla
- Bimindyla
- Ctenophilus
- Cymochilus
- Escaryus
- Espagnella
- Falcaryus
- Gosendyla
- Haploschendyla
- Holitys
- Hydroschendyla
- Leptoschendyla
- Marsikomerus
- Mesoschendyla
- Mexiconyx
- Momophilus
- Morunguis
- Nannophilus
- Nannopodellus
- Nesonyx
- Nyctunguis
- Orygmadyla
- Parunguis
- Pectiniunguis
- Plesioschendyla
- Schendyla
- Schendylellus
- Schendylops
- Serrunguis
- Sogodes
- Sogolabis
- Thindyla